# Amt Montabaur

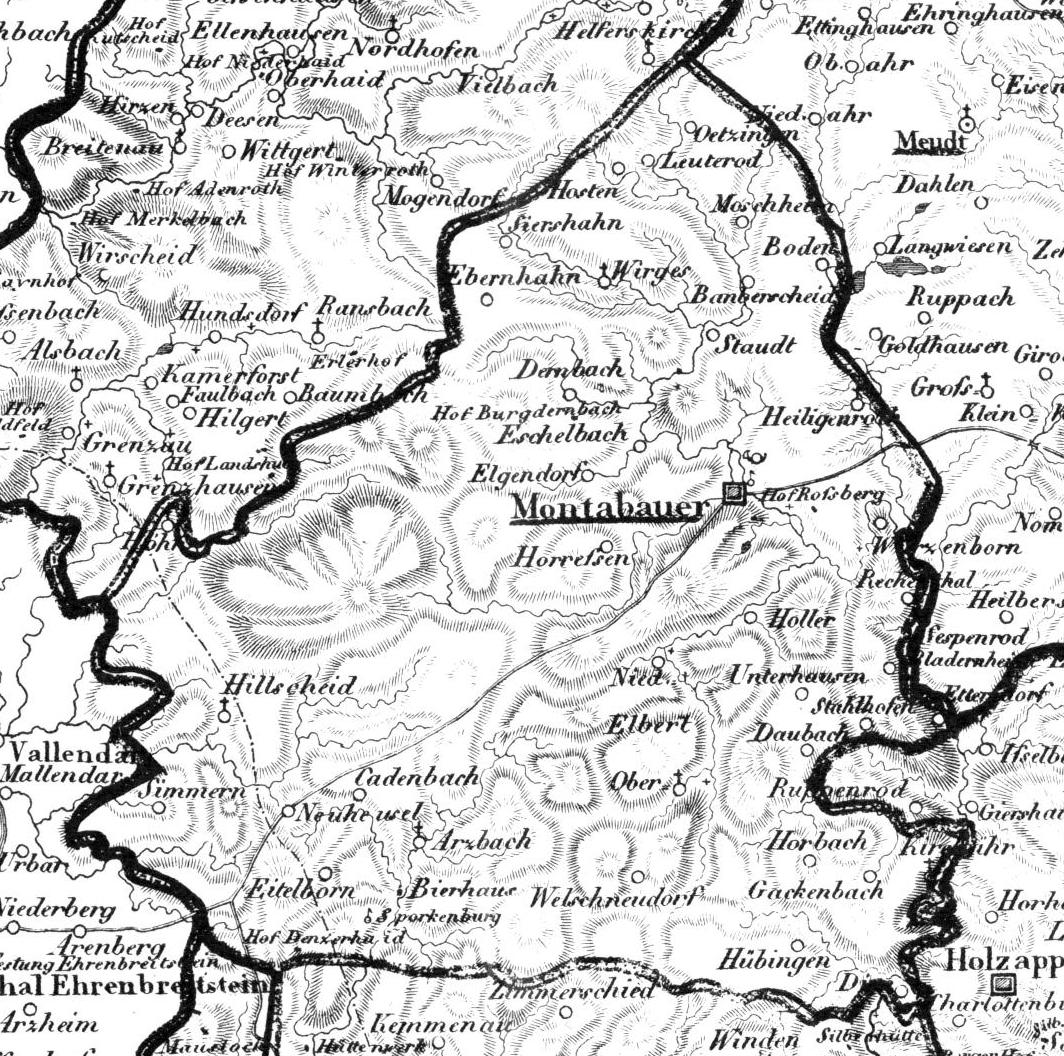
Karte des Amtes Montabaur 1828

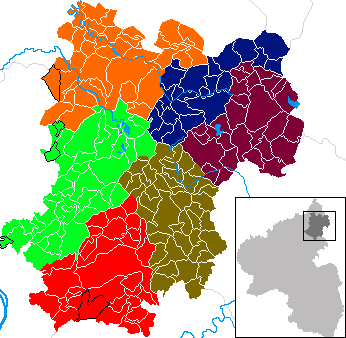
Das Amt Montabaur von 1816 in Rot innerhalb des heutigen Kreisgebietes

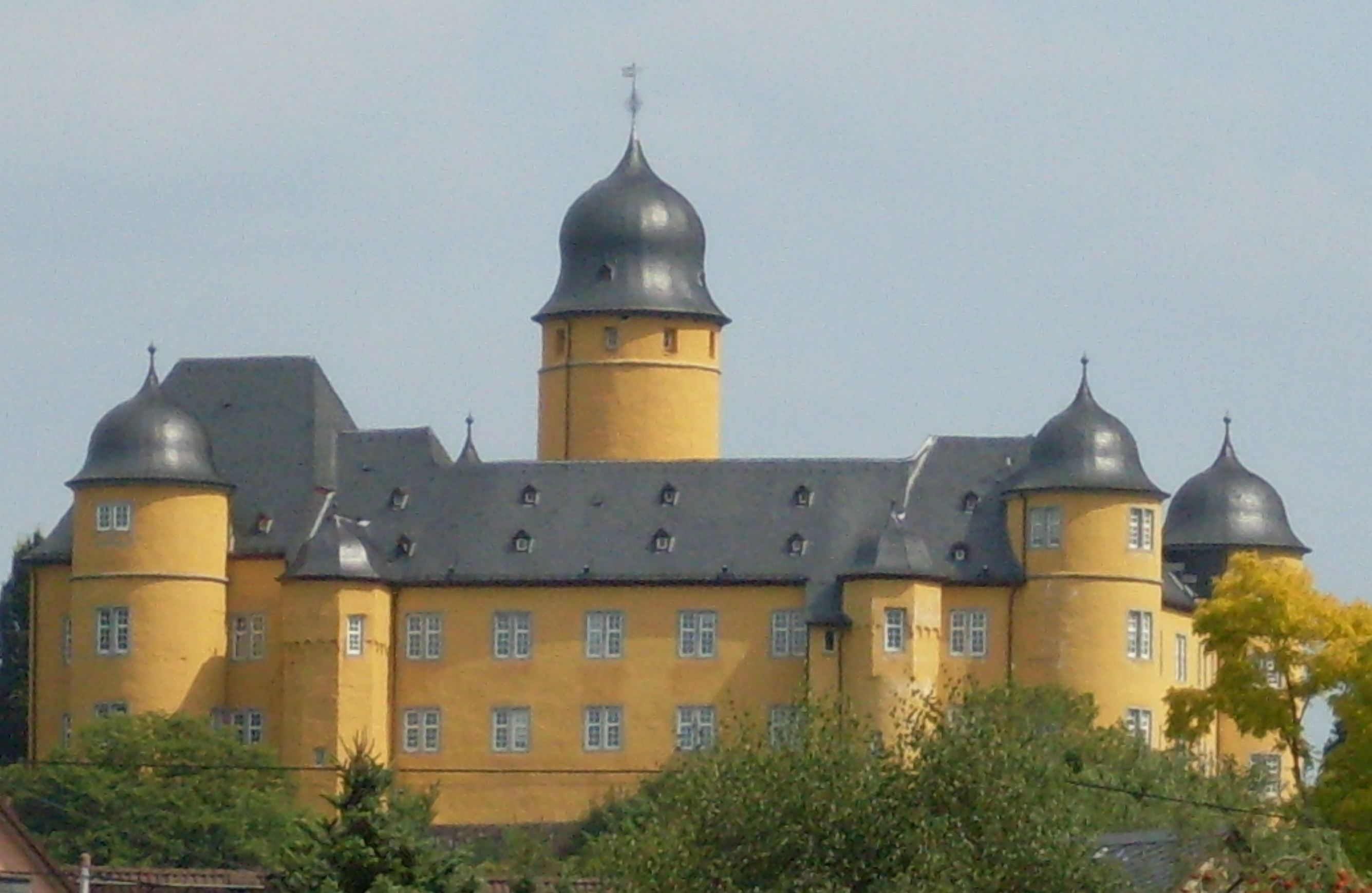
Schloss Montabaur

Das Amt Montabaur mit Sitz in Montabaur war im Heiligen Römischen Reich ein kurtrierisches und ab 1803 ein Nassau-Weilburgisches Amt und ab 1806 ein Ämtern im Herzogtum Nassau. Die Ämter hatten neben Verwaltungsaufgaben auch die Niedere Gerichtsbarkeit inne bzw. dienten später als erstinstanzliches Gericht. An ihrer Spitze stand ein vom jeweiligen Herrscher eingesetzter Amtmann.

## Geschichte

### Kurtrier
Die Stadt Montabaur und die 38 Dörfer des späteren nassauischen Amtes Montabaur standen bis zum Jahre 1803 unter kurtrierischer Herrschaft. Eine Ausnahme davon war der Ort Dies (heute Ortsteil von Gackenbach), der zur Hälfte dem Kloster Arnstein gehörte.
Kern der Organisation des Erzstiftes Trier im Hochmittelalter waren die Landesburgen. Sie sicherten die Macht des Erzstiftes und wurden durch Burggrafen geleitet. Im 14. Jahrhundert entstand eine Ämterorganisation. Kurfürst Balduin von Luxemburg bildete nach französischem Vorbild eine Ämterverwaltung. An der Spitze der Ämter stand nun ein Amtmann. Diese Ämterbildung war nicht ein einzelner Akt, sondern wurde in einer Vielzahl von einzelnen Schritten unter Berücksichtigung der lokalen Besonderheiten vorgenommen. In der Amtszeit Balduins sind 30 Ämter urkundlich erwähnt, darunter als erstes das Amt Montabaur im Jahr 1312.
Erzbischof Johann VI. (1556–1567) ordnete am 26. November 1556 mit Zustimmung der Landstände in Koblenz eine vierjährige Landsteuer an. Je 1000 Gulden Vermögen betrug die Steuer 3,5 Gulden. Am 20. Juli 1563 forderte er Berichte aller Ämter an, die über die Orte und die dortigen Steuerzahler Auskunft geben sollte. Im Amt Montabaur gab es danach 836 Feuerstellen in folgenden Orten:
| Ortschaft                                     | Zahl Feuerstellen | Trierer Untertanen | Fremde Leibeigene |
| --------------------------------------------- | ----------------- | ------------------ | ----------------- |
| Stadt Montabaur                               | 197               |                    |                   |
| Vororte                                       |                   |                    |                   |
| Pfaffenacker                                  | 41                |                    |                   |
| Allmannshausen                                | 29                |                    |                   |
| Sauerthal                                     | 22                |                    |                   |
| Horressen                                     | 11                |                    |                   |
| Augst                                         | 560               | 677                | 677               |
| Kadenbach                                     | 14                | 8                  | 5                 |
| Arzbach                                       | 14                | 7                  | 9                 |
| Eitelborn                                     | 13                | 8/10               | 3                 |
| Dernbach                                      | 22                | 29                 | 6                 |
| Eschelbach                                    | 11                | 13                 | 1                 |
| Elgendorf                                     | 5                 | 5                  | 1                 |
| Siershahn                                     | 22                | 30                 | 3                 |
| Ebernhahn                                     | 12                | 18                 | 2                 |
| Wirges                                        | 54                | 65/67              | 6                 |
| Helferskirchen, Niederdorf, Böhlingen, Hosten | 30                | 17/18              | 13                |
| Große Zeche                                   |                   |                    |                   |
| Ober- und Niederötzingen                      | 24                | 32                 | 2                 |
| Leuterod                                      | 7                 | 11/12              | 2                 |
| Moschheim                                     | 21                | 25/27              | 2                 |
| Moschheim                                     | 21                | 25/27              | 2                 |
| Boden                                         | 11                | 8                  | 7                 |
| Bannerscheid                                  | 14                | 18                 | 4                 |
| Staudt                                        | 10                | 8                  | 2                 |
| Heiligenroth                                  | 26                | 15/16              | 16                |
| Wirzenborn                                    | 6                 | 3                  | 3                 |
| Reckenthal                                    | 8                 | 6                  | 3                 |
| Bladernheim                                   | 5                 | 5                  | 2                 |
| Ettersdorf                                    | 12                | 9                  | 2                 |
| Untershausen                                  | 8                 | 5                  | 3                 |
| Stahlhofen                                    | 23                | 10                 | 15                |
| Daubach                                       | 22                | 16                 | 10                |
| Welschneudorf                                 | ?                 | ?                  | ?                 |
| Niederelbert                                  | 39                | 28/29              | 12                |
| Oberelbert                                    | 26                | 15/17              | 12                |
| Holler                                        | 27                | 19                 | 11                |
| Gackenbach                                    | 13                | 8/9                | 8                 |
| Hübingen                                      | 15                | 10/11              | 4                 |
| Horbach                                       | 16                | 4                  | 14                |
| Dies                                          | 2                 | 1                  | 1                 |
| Nentzingen                                    | 2                 | 1                  | 1                 |
| Kirchähr                                      | 2                 | 2                  |                   |

### Nassau-Weilburg
Infolge des Reichsdeputationshauptschlusses (1803) fielen die rechtsrheinischen Gebiete des Kurfürstentums Trier an das Fürstentum Nassau-Weilburg. Dazu gehörte auch das Amt Montabaur.
De facto übernahm Nassau-Weilburg das Amt Montabaur bereits am 2. November 1802 durch die militärische Besetzung des Schlosses Montabaur und die öffentliche Proklamation der Besitzergreifung unter Trommelschlag. Zuvor hatte der Trierer Kurfürst Clemens Wenzeslaus von Sachsen seine Verwaltung und sein Militär angewiesen, dagegen keinen Widerstand zu leisten. Am 29. November 1802 entband er seine Beamten und Untertanen von ihren Eiden ihm gegenüber. Fürst Friedrich Wilhelm von Nassau-Weilburg bestätigte daraufhin alle Beamten und sonstigen Bediensteten der kurtrierischen Gebiete und damit auch des Amts Montabaur in ihren Aufgaben und Besoldungen. Diese provisorische Inbesitznahme wurde mit dem Reichsdeputationshauptschluss am 25. Februar 1803 bestätigt.
Als im Jahr 1803 das Amt Limburg infolge des Friedens von Luneville und des Reichsdeputationshauptschlusses an Nassau-Weilburg fiel umfasste es: Kirchspiel Montabaur: Montabaur mit den Vorstädten Allmannshausen und Sauerthal dem Hof Rossberg sowie 2 Oel- und 2 Walkmühlen, Boden mit einer Mühle, Elgendorf, Eschelbach mit 2 Mühlen, Horressen, Würzenborn, Reckenthal, Bladernheim, Holler mit 2 Mühlen, Daubach mit einer Mühle, Niederelbert, Stahlhofen und Untershausen; Kirchspiel Oberelbert: Oberelbert und Welschneudorf; Kirchspiel Kirchähr: Kirchähr, Gackenbach, Dies zur Hälfte, Horbach, Hübingen und Ettersdorf; Kirchspiel Wirges: Wirges, Ebernhahn, Siershahn, Oetzingen, Leuterod, Hosten, Staudt, Moschheim, Bannberscheid, Dernbach mit einer Mühle und dem Hof Burg Dernbach; Kirchspiel Heiligenroth: Heiligenroth mit einer Mühle; Kirchspiel Berod: Berod mit 2 Mühlen, Wallmerod; Kirchspiel Hundsangen: Hundsangen, Obererbach, Oberhausen, Pütschbach, Steinefrenz mit 2 Mühlen, Weroth und 1382 Malmeneich war zur Hälfte Oranisch; Kirchspiel Nentershausen: Nentershausen, Heilberscheid und Nomborn mit 2 Mühlen; Kirchspiel Niedererbach: Niedererbach und Görgeshausen mit einer Mühle; Kirchspiel Meudt: Meudt, Dahlen, Langwiesen mit 2 Mühlen, Zehnhausen, Goldhausen mit 1 Mühle, Oberahr, Mittelahr, Niederahr, Ehringhausen, Ettinghausen, Eisen, Ruppach, Saynerholz, Niedersayn, Karnhöfen und Blaumhöfen; Kirchspiel Weidenhahn: Weidenhahn, Ewighausen, Düringen; Kirchspiel Salz: Salz mit der Leonhardskapelle, Roth, Bilkheim mit dem Neuröther Hof, Girkenrod, Herschbach, Wahnscheid mit dem Wahnscheider Hof, Lochheim, Sainscheid nach dem Staatskalen der von 1813 zu Schönberg gehörig, Wörsdorf, Guckheim, Mähren und Weltersburg im Staatskalender von 1813 als zum Großherzogtum Berg gehörig aufgeführt; Kirchspiel Schönberg: Schönberg, Härtlingen mit 2 Mühlen und den Höfen Westert und Witzelbach, Elben, Möllingen, Rothenbach, Pfeifensterz, Himburg, Brandscheid, Kölbingen mit dem Schönberger Hof und Caden; Kirchspiel Heimbach 1815 an Preussen abgetreten: Heimbach, Weiss und Gladbach; Kirchspiel Hartenfels: Hartenfels; Kirchspiel Helferskirchen: Helferskirchen mit 2 Mühlen und Niederdorf; Die Herrschaft Molsberg: Molsberg mit 1 Mühle eingepfarrt nach Salz.
Im Jahr 1806 entstand unter Druck Napoleons der Rheinbund und besiegelte das Ende des Heiligen Römischen Reiches. Nassau-Usingen und Nassau-Weilburg traten dem Rheinbund bei. Im Gegenzug dafür erhielt Friedrich August, der Älteste des Hauses Nassau, den Titel eines souveränen Herzogs von Nassau. Die beiden Herrscher entschieden, die beiden Territorien unter dem gemeinsamen Namen Herzogtum Nassau zusammenzulegen. Erst am 13. September 1806, nach der endgültigen Gründung des Herzogtums Nassau, wurde die Besitzergreifung der kurtrierer Gebiete offiziell der Montabaurer Bevölkerung verkündet, nachdem sie mit Glockengeläut ins Rathaus gerufen worden war.

### Herzogtum Nassau
Das Herzogtum bestand anfangs aus 63 Ämtern. 1806 bis 1809 wurde eine erste Konsolidierung der mittleren Verwaltungsebene vorgenommen die jetzt aus dem Regierungsbezirk Wiesbaden und den Regierungsbezirken Ehrenbreitstein (mit dem Amt Montabaur) und Weilburg bestand. Auf Ebene der Ämter erfolgten bis 1816 eine Reihe von Zusammenlegungen. !813 bestand das Herzogtum Nassau noch aus 48 Ämtern. Dabei gehörten zum Amt Montabaur die Kirchspiele Montabaur, Heiligenroth, Helferskirchen mit Niederdorf, Wirges, Kirchähr mit Dies diesseits des Gellbaches, Oberelbert und Winden mit Dies jenseits des Gellbaches. Die Kirchspiele Hundsangen, Berod, Meudt, Weidenhahn, Nentershausen, Niedererbach, Salz und Schönberg wurden an das Amt Meudt abgegeben.
Nach den Befreiungskriegen wurde Deutschland und damit auch Nassau abermals neu geordnet. Im Wiener Kongress wurden 1816 darüber hinaus umfangreiche Gebietstausche mit Preußen und kleinere mit dem Kurfürstentum Hessen und dem Großherzogtum Hessen vereinbart. Infolge diese Vereinbarungen wurde das Kirchspiel Heimbach an Preußen abgetreten. Danach war das Amt Montabaur eines von 28 Ämtern im Herzogtum Nassau, die am 1. Juli 1816 zum Zwecke der lokalen Verwaltung geschaffen wurden. An der Spitze des Amtes stand als örtlicher Statthalter des Herzogs ein Amtmann. Die mittlere Verwaltungsebene der Regierungen wurde abgeschafft.
Nach der Neugliederung der Ämter verblieben im Amt Montabaur die Kirchspiele Arzbach, Heiligenroth, Hillscheid, Höhr, Holler, Kirchähr, Montabaur, Oberelbert und Wirges. Im Rahmen dieser Umgliederung wurden Winden und Weinähr an das Amt Nassau sowie Baumbach, Helferskirchen, Niederdorf und Ransbach an das Amt Herschbach abgegeben.
Das Amt Montabaur bestand danach, bis zum Ende des Herzogtums 1866, aus:
1. Den ehemals Trierischen Orten: Montabaur, Arzbach, Bannberscheid, Bladernheim, Boden, Cadenbach, Daubach, Dernbach, Ebernhahn, Eitelborn, Elgendorf, Eschelbach, Ettersdorf, Gackenbach, Heiligenroth, Hillscheid, Höhr, Holler, Horbach, Horressen, Hosten, Hübingen, Kirchähr, Leuterod, Moschheim, Neuhäusel, Niederelbert, Oberelbert, Oetzingen, Reckenthal, Siershahn, Simmern, Stahlhofen, Staudt, Untershausen, Welschneudorf, Wirges und Würzenborn.
2. Der ehemals zur Hälfte privativ Trierische und zur Hälfte Arnstein'sche Ort Dies

In den folgenden Jahren bis etwa 1820 wurden Verwaltung, Steuererhebung sowie die geltenden Gesetze in den sehr inhomogenen nassauischen Landesteilen vereinheitlicht. Für die kurtrierischen Ämter bedeutete das unter anderem, dass sie die juristischen Aufgaben von den vormaligen Orts- und Kirchspielgerichten übernahmen. Die Amtmänner bekamen kriminalpolizeiliche Aufgaben.
Das Amt umfasste 1820 die Stadt Montabaur, 38 Dörfer, 33 Höfe und 27 Mühlen, welche 36 Gemeinde-Bezirke bildeten. Die Gemeinden waren eigene Verwaltungskörperschaften mit eigenen Vorständen, den von der Landesregierung eingesetzten Schultheißen. Dem Amt gehörten 1820 3.053 Familien oder 12.019 Einwohner an. Davon waren 56 evangelisch, 12.901 katholisch, 12 Mennoniten und 50 Juden.
Der Staats- und Adreß-Handbuch des Herzogthums Nassau 1822/23 gibt folgendes an:
1. Flächen: 48.101 Steuernormalmorgen (wobei ein Morgen 2500 m² entsprechen), mit 174 Morgen Gebäudestellen, 131 Morgen Gartenland, 12.802 Morgen Ackerland, 5548 Morgen Wiesen, 10 Morgen Weiher, 12.887 Morgen Hochwald, 13.448 Morgen Niederwald, 2355 Morgen Trieschland (abwechselnde 3- bis 5-jährige Acker- und 10- bis 20-jährige Wiesennutzung), Weideplätze etc., 754 Morgen nicht besteuerte Liegenschaften.
2. Gemeinden: 36 Gemeindebezirke bestehend aus eine Stadt, 38 Dörfern und 44 Hőfen und Mühlen.
3. Bevölkerung: 13.605 Einwohner in 3116 Familien, davon 71 evangelisch christliche, 13.478 Katholiken, 4 Mennoniten und 52 Juden.
4. Viehstand: 206 Pferde, 9 Esel und Maulesel, 7029 Stück Rindvieh, 4827 Schafe, 1080 Schweine, 427 Ziegen und 416 Bienenstöcke.
5. Einfacher Jahressteuersatz (Steuersimplus, kann auch mehrfach erhoben werden): 5610 fl. 43 kr.
6. Amtsgemeinden:
  1. Montabaur, Stadt: 2329 Einwohner in 569 Familien; „Stadt und Amtssitz mit Vorstädten Allmanshausen und Sauerthal, Herrschaftliches Schloß, Gestütthaus Rosberg, Ziegelhütte und Walkmühle am Hammersteeg, Oelmühle an der Marau, Papiermühle, Walkmühle am Rosenberg, Marauer Weißgerbermühle, die Mühle zu Allmannshausen.“
  2. Arzbach: 641 Einwohner in 130 Familien; „zwei Mühlen.“
  3. Bannberscheid: 136 Einwohner in 27 Familien; „eine Oelmühle.“
  4. Bladernheim: 59 Einwohner in 12 Familien; „Mahl- und Oelmühle.“
  5. Boden: 241 Einwohner in 51 Familien; „die Wiesenmühle.“
  6. Cadenbach: 291 Einwohner in 79 Familien; „herschaftlicher Hof.“
  7. Daubach: 135 Einwohner in 31 Familien; „die Häusgesmühle.“
  8. Dernbach: 659 Einwohner in 159 Familien; „Hof Burgdernbach, die Ritzen- und eine Oelmühle.“
  9. Ebernhahn: 256 Einwohner in 63 Familien.
  10. Eitelborn: 568 Einwohner in 135 Familien; „Hof Denzerhaid, Mahl- und Oel-Mühle.“
  11. Elgendorf: 339 Einwohner in 78 Familien.
  12. Eschelbach: 267 Einwohner in 66 Familien; „die Hirsen-, die Hütten- und die Eschelbacher-Mühle.“
  13. Ettersdorf: 88 Einwohner in 19 Familien; „eine Mahl- und die Heckenmühle.“
  14. Gackenbach mit Dies und Kirchähr: 243 Einwohner in 63 Familien; „zwei Mühlen.“
  15. Heiligenroth: 408 Einwohner in 98 Familien; „Erbenmühle.“
  16. Hillscheid: 827 Einwohner in 179 Familien; „das Wallerauer Hofgut die Hettenmühle.“
  17. Höhr: 1081 Einwohner in 257 Familien; „die Neumühle.“
  18. Holler: 455 Einwohner in 92 Familien; „die Erben- und Heimburger-Mühle.“
  19. Horbach: 234 Einwohner in 54 Familien; „die Weißmühle.“
  20. Horressen: 321 Einwohner in 21 Familien.
  21. Hübingen: 201 Einwohner in 47 Familien; „Hüttenwerk.“
  22. Leuterod und Hosten: 267 Einwohner in 65 Familien; „Erbenmühle.“
  23. Moschheim: 237 Einwohner in 52 Familien.
  24. Neuhäusel: 182 Einwohner in 42 Familien.
  25. Niederelbert: 449 Einwohner in 112 Familien; „Metternischsmühle.“
  26. Oberelbert: 270 Einwohner in 63 Familien; „eine Mühle.“
  27. Oetzingen: 286 Einwohner in 55 Familien; „eine Oelmühle.“
  28. Reckenthal: 96 Einwohner in 19 Familien.
  29. Siershahn: 362 Einwohner in 90 Familien.
  30. Simmern: 205 Einwohner in 46 Familien.
  31. Stahlhofen: 173 Einwohner in 35 Familien.
  32. Staudt: 201 Einwohner in 42 Familien.
  33. Untershausen: 114 Einwohner in 26 Familien.
  34. Welschneudorf: 294 Einwohner in 66 Familien; „das Jägerhaus und Zeughaus.“
  35. Wirges: 596 Einwohner in 121 Familien.
  36. Wirzenborn: 97 Einwohner in 20 Familien; „Kapelle und Kirchenhaus, die Mühle daselbst“.

Im Jahr 1836 wurde das Amt Montabaur wie folgt beschrieben:

„Das Amt Montabaur. Von den 65.627 Morgen dieses Amtes nehmen die Gebäudestellen 246, das Gartenland 184, das Ackerland 18.797, die Wiesen 7.929, die Weiher 7, die Waldungen 34.796, Dreschland und Waideplätze 2.572 und die nicht besteuerten Liegenschaften 1.096 Morgen ein. Unter den 15.363 Einwohnern, die in 3.563 Familien leben und in 2.422 Häusern ihr Obdach haben, sind 129 Evangelische, 15.158 Katholiken, 11 Mennoniten und 65 Juden.
   Montabaur, unter 25° 29' 40" Länge und 50° 26' 10" Breite, rechts des gelben (oder gelen) Baches, auf einem Berge des Westerwaldes, ummauertes Städtchen mit 5 Thoren, einem Schlosse, 2 Vorstädten, 3 Kirchen mehr als 400 Häusern und 2.500 Einwohnern.
   Arzbach, etwas über eine Meile südwestlich von Montabaur, Dorf mit 740 Einwohnern.
   Dernbach, 1⁄2 Meile nordwestlich von Montabaur, Dorf mit 720 Einwohnern.
   Hillscheid, 5⁄4 Meilen weftsüdwestlich von Montabaur, Dorf mit 864 Einwohnern.
   Höhr, anderthalb Meilen westlich von Montabaur, Dorf mit 1.240 Einwohnern.
   Wirges, etwas über 1⁄2 Meile nordnordwestlich von Montabaur, Dorf mit 744 Einwohnern.“

Im Jahr 1840 war das Amt Montabaur mit 65.628 Morgen Fläche und 17.559 Einwohnern eines der größten in ganz Nassau. Dabei entfielen 11,7 % der Fläche und 15,5 % der Einwohner auf die Stadt Montabaur.
Der Staats- und Adreß-Handbuch des Herzogthums Nassau. 1847 gibt folgendes an:
1. Flächengehalt: 65.627 Steuernormalmorgen, nämlich 246 M. Gebäudestellen, 184 M. Gartenland, 18.797 M. Ackerland, 7929 M. Wiesen, 7 M. Weiher, 34.796 M. Waldungen, 2572 M. Trieschland und Weideplätze etc., 1096 M. nicht besteuerte Liegenschaften.
2. Politische Eintheilung: 36 Gemeindebezirke, bestehend aus einer Stadt und 38 Ortschaften, mit 6 Höfen und einzelnen Wohnhäusern, 27 Mühlen, 2 Ziegelhütten.
3. Bevölkerung: 4169 Familien in 2727 Wohnhäusern, und 18.019 Einwohner, nämlich 191 evangelisch-christliche, 17.744 Katholiken, 9 Mennoniten und 75 Juden.
4. Viehbestand: 251 Pferde, 9 Esel und Maulesel, 7100 Stück Rindvieh, 4868 Schaafe, 1391 Schweine, 747 Ziegen und 328 Bienenstöcke.
5. Gewerbe: 51 Bäcker, 5 Bader, 2 Bierbrauer, 9 Blechschmiede, 6 Branntweinbrenner, 3 Buchbinder, 3 Drechsler, 2 Essigsieder, 3 Fabriken, 5 Glaser, 2 Gold- und Silberarbeiter, 37 Grobschmiede, 1749 Gutsbesitzer, ein Häfner, 2 Hutmacher, 2 Kalkbrenner, 2 Klein- und Großhändler, 94 Kleinkrämer, 2 Korbmacher, 64 Krugbäcker, 7 Küfer, 39 Leinen- und Damastweber, 7 Lohgerber, 29 Mahlmühlen, 52 Maurer, 1 Messerschmied, 19 Metzger, 14 Musikanten, 14 Nagelschmiede, 9 Oelmühlen, 6 Pfeifenbäcker, 2 Pflasterer, 27 Pferdeverleiher und Hauderer, 3 Potaschesieder, 3 Putzmacherinnen, ein Säckler, 6 Sattler, 1 Scheerenschleifer, 5 Schieferdecker, ein Schiffer, 8 Schlosser, 57 Schneider, 5 Schön- und Blaufärber, 3 Schornsteinfeger, 54 Schreiner, 140 Schuhmacher, 2 Seifensieder und Lichterzieher, 3 Seiler, ein Strumpf- und Kappenweber, 909 Taglöhner, ein Tapezirer, 6 Tuchmacher, 8 Tüncher und Weißbinder, 3 Uhrmacher, 41 Wagner, eine Walkmühle, 105 Wirthe, 19 Zimmerleute etc.
6. Betrag eines Steuersimplums: 4828 fl. 8 kr., nämlich 52325 fl. 47 kr. Grund-, 828 fl. 26 kr. Gebäude- und 2366 fl. 55 kr. Gewerbesteuer.
7. Amtmann: Justizrath Ernst Heinrich Wolf.

Nach der Märzrevolution 1848 wurde die Verwaltung neu geordnet. Mit Gesetz vom 4. April 1849 wurden in Nassau Verwaltung und Rechtsprechung auf unterer Ebene getrennt. Die Reform trat zum 1. Juli 1849 in Kraft. Für die Verwaltung wurden 10 Kreisämter gebildet, die Ämter als Justizämter (also Gerichte der ersten Instanz) weitergeführt. Die Verwaltungsaufgaben des Amtes Montabaur wurden vom Kreisamt Nassau wahrgenommen, die Rechtsprechung vom Justizamt Montabaur. Die Reform wurde jedoch bereits am 1. Oktober 1854 wieder rückgängig gemacht, die Kreise wieder abgeschafft und die vorigen Ämter wiederhergestellt. Beibehalten wurde jedoch die Einrichtung des Bezirksrats als Volksvertretung, die mit der Bildung der Kreisämter 1849 geschaffen wurden.
Kurz vor der Annektierung durch Preußen gibt des Staats- und Adreß-Handbuch des Herzogthums Nassau. 1866 folgendes an:
1. Flächengehalt: 71.850 Morgen, nämlich: 371 M. Gebäudestellen, 178 M. Gartenland, 22.325 M. Ackerland, 8837 M. Wiesen, 4 M. Weiher, 35680 M. Waldungen, 1566 M. Trieschland und Weideplätze etc., 2889 M. nicht besteuerte Liegenschaften.
2. Politische Eintheilung: 36 Gemeindebezirke, bestehend aus einer Stadt und 38 Ortschaften, mit 6 Höfen und einzelnen Wohnhäusern, 29 Mühlen und 2 Ziegelhütten; 6 Blei-, Silber- und Kupfererzgruben, 4 Eisenstein-, 2 Braunkohlen- und 73 Thongruben.
3. Bevölkerung, nach der Zählung am Schlüsse des Jahres 1865: 560 Familien in 2950 Wohnhäusern und 19.849 Einwohner, nämlich: 189 evangelisch- christliche, 19.586 Katholiken, 8 Mennoniten und 71 Juden.
4. Viehstand: 265 Pferde, 7 Esel und Maulesél, 6649 Stück Rindvieh, 4016 Schaafe, 371 Schweiner 1399 Ziegen, und 390 Bienenstöcke.
5. Gewerbe: 10 Bader, 46 Bäcker, 5 Bierbrauer, 11 Blechschmiede, 3 Branntweinbrenner, 5 Buchbinder, 1 Conditor, ein Destillateur, 5 Drechsler, 1 Essigsieder, 6 Glaser, 29 Grobschmiede, 1098 Gutsbesitzer, ein Häfner, 2 Hutmacher, 2 Kalkbrenner, 102 Klein- und Großhändler, 60 Kleinkrämer, 5 Korbmacher, 68 Krugbäcker, 10 Küfer, 26 Leinen- und Damastweber, 10 Lohgerber, 33 Mahlmüller, 57 Maurer, 3 Messerschmiede, 17 Metzger, 14 Musikanten, 10 Nagelschmiede, 8 Oelmüller, 7 Pfeifenbäcker, 3 Pferdeverleiher und Hauderer, 4 Pflasterer, ein Photograph, 2 Potaschsieder, 3 Putzmacherinnen, ein Säckler, 6 Sattler, 3 Scheerenschleifer, 10 Schieferdecker, 4 Schiffer, 10 Schlosser, 37 Schneider, 3 Schön und Blaufärber, 2 Schornsteinfeger, 63 Schreiner, 128 Schuhmacher, 3 Seifensieder und Lichterzieher, 3 Seiler, 3 Steinhauer, 2 Strumpf- und Kappenweber, 1724 Taglöhner, 2 Tapezirer, 5 Tuchmacher, 14 Tüncher und Weißbinder, 4 Uhrmacher, 29 Wagner, eine Walkmühle, 103 Wirthe, 2 Ziegelbrenner, 17 Zimmerleute etc.
6. Betrag eines Steuersimplums: 8779 fl. 13 kr., nämlich: 6125 fl. 29 kr. Grund- und Gebäudesteuer und 2653 fl. 44 kr. Gewerbesteuer.
7. Amtmann: Heinrich Gieße.
8. Amtsortschaften:

| Amtsgemeinde | Fam- ilien | Ein- wohner |
| --- | ---------- | ----------- |
| 1. Montabaur, Stadt und Amtssitz, mit den Vorstädten Allmannshausen und Sauerthal, herrschaftliches Schloß, Gestüthaus, Hof Roßberg, 2 Ziegelhütten, Oel- und Walkmühle am Hammersteeg, Oelmühle an der Marau, Papiermühle, Marauer-, Weißgerbermühle und die Mühle zu Aumannshausen, eine Wollspinnerei. | 725        | 2943        |
| 2. Arzbach. | 213        | 987         |
| 3. Bannberscheid, eine Mühle. | 51         | 188         |
| 4. Bladernheim. | 19         | 80          |
| 5. Boden, die Wiesenmühle | 60         | 371         |
| 6. Cadenbach. | 102        | 454         |
| 7. Daubach, die Häusgesmühle | 50         | 221         |
| 8. Dernbach, Hof Burgdernbach, die Rizenmühle | 238        | 1280        |
| 9. Ebernhahn. | 89         | 401         |
| 10. Eitelborn, Hof Denzerhaid, eine Mahl- und Oelmühle, eine Holzschneidmühle. | 189        | 798         |
| 11. Elgendorf. | 137        | 523         |
| 12. Eschelbach, die Hirsen, die Hütten- und die Eschelbachermühle | 71         | 289         |
| 13. Ettersdorf, die Heckenmühle. | 31         | 145         |
| 14. Gackenbach, mit Dies und Kirchähr. | 86         | 361         |
| 15. Heiligenroth, die Erbenmühle und eine Wollspinnerei. | 121        | 525         |
| 16. Hillscheid, die Hetten- und eine weitere Mahlmühle. | 277        | 1152        |
| 17. Höhr, die Neumühle. | 352        | 1518        |
| 18. Holler, die Erben- und die Heimbürgermühle. | 124        | 569         |
| 19. Horbach, die Weißmühle, | 91         | 410         |
| 20. Horressen. | 109        | 489         |
| 21. Hübingen. | 67         | 282         |
| 22. Leuterod und Hosten. | 89         | 340         |
| 23. Moschheim. | 75         | 318         |
| 24. Neuhäusel. | 75         | 344         |
| 25. Niederelbert, eine Mühle. | 178        | 798         |
| 26. Oberelbert, eine Mühle. | 108        | 445         |
| 27. Oetzingen, eine Oelmühle, | 82         | 319         |
| 28. Reckenthal. | 32         | 133         |
| 29. Siershahn. | 137        | 558         |
| 30. Simmern. | 81         | 374         |
| 31. Stahlhofen. | 57         | 249         |
| 32. Staudt. | 64         | 324         |
| 33. Untershausen. | 37         | 163         |
| 34. Welschneudorf. | 103        | 487         |
| 35. Wirges. | 222        | 920         |
| 36. Würzenborn, Capelle und Kirchenhaus, die Mühle daselbst. | 18         | 88          |

### Preußen
Mit der Annexion Nassaus durch Preußen infolge des Deutschen Kriegs werden die Ämter in ihrer alten Form aufgelöst und durch Kreise ersetzt. Im Jahr 1867 wurde das Amt dem Landratsamt des neu geschaffenen preußischen Unterwesterwaldkreises in der Provinz Hessen-Nassau unterstellt. Erst im Rahmen dieser Neuordnung werden Verwaltung und Rechtsprechung getrennt. Für die Rechtsprechung in erster Instanz, die bisher durch das Amt vorgenommen wurde, wurde, zunächst die richterlichen Beamte in den Ämtern zuständig und zum 1. September 1867 das Amtsgericht Montabaur gebildet.
Aber auch nach der Kreisgründung bleibt die bisherige Amtsstruktur erhalten. Die Königliche Verordnung vom 22. Februar 1867 regelte, dass „die Amtsbezirke als engere Verwaltungsbezirke in ihrer bisherigen Begrenzung bestehen“ bleiben. Die ehemaligen Ämter bilden die drei Bezirke des Kreises. Gemäß § 13 der Kreisverfassung entsendeten die Bezirke also die ehemaligen Ämter jeweils sechs Vertreter in den neuen Kreistag. Der Amtmann hatte die Aufsicht über die Ortspolizei und Organ des Landrates.
Mit der Verwaltungsreform von 1885/1886 gehörten die Amtersstrukturen endgültig der Vergangenheit an.

## Kirchspiele und Pfarreien
Die katholischen Kirchspiele im späteren Amt Montabaur gehörten bis zum Jahre 1803 zum Landkapitel Cunostein-Engers im Archidiakonat Dietkirchen und zum Erzbistum Trier.
Im Herzogtum Nassau standen die katholischen Kirchen im Amt Montabaur zunächst unter der Diözesanverwaltung des erzbischöflich trierschen Generalvikariat zu Limburg und dem Landkapitel Montabaur. Nach Errichtung des Bistums Limburg (1827) bildeten die katholischen Pfarreien der Ämter Montabaur und Nassau das Dekanat Montabaur.
Das Amt zählte neun katholische Pfarreien, welche zum Dekanat Montabaur gehörten:
- Pfarrei St. Peter und Paul in Arzbach mit Cadenbach, Eitelborn und Neuhäusel.
- Pfarrei St. Petrus und Marcellinus in Heiligenroth, keine zugehörenden Gemeinden.
- Pfarrei St. Josef in Hillscheid mit Simmern.
- Pfarrei St. Peter und Paul in Höhr, eingepfarrt waren die zum Amt Selters gehörenden Gemeinden Hillgert mit Faulbach und Grenzhausen.
- Pfarrei St. Bartholomäus und Sebastian in Kirchähr mit Gackenbach und Dies, Ettersdorf, Horbach und Hübingen sowie sieben Gemeinden im Amt Diez.
- Pfarrei St. Peter in Ketten in Montabaur mit der Stadt Montabaur und den Gemeinden Bladernheim, Boden, Elgendorf, Eschelbach, Horressen, Reckenthalm, Wirzenborn, und der 
 Filialgemeinde St. Margaretha in Holler mit Daubach, Niederelbert, Stahlhofen, und Untershausen.
- Pfarrei St. Laurentius in Oberelbert, mit der 
 Filialgemeinde St. Johannes der Täufer in Welschneudorf.
- Pfarrei St. Bonifatius in Wirges mit den Dörfern Bannberscheid, Dernbach, Ebernhahn, Leuterod, Moschheim, Ötzingen, Siershahn und Staudt.

In Montabaur bestand eine evangelische Pfarre, welche zum Dekanat Diez gehörte.

## Amtssitz
Sitz des Amtmanns war das Schloss Montabaur.

## Amtmänner

### Amtmänner Kurtrier
- Hermann von Helfenstein 1293 (?)
- Heinrich von Helfenstein 1311
- Johann von Helfenstein 1311–1312
- Werner Süß 1341
- Reinhard, Herr von Westerburg 1350–1351
- Gerlach, Herr von Isenburg 1354
- Friedrich von Hattstein 1359–1361
- Johann, Herr von Westerburg 1361
- Arnold von Willmenrod 1377
- Wilhelm von Helfenstein 1388
- Dietrich von Staffel 1413–1414
- Johann von Wied, Herr zu Isenburg 1437
- Peter von Eltz 1442
- Heinrich Brant von dem Walde 1445
- Wilhelm von Staffel 1451
- Johann von Schevern (Verwalter) 1455
- Johann von Langenau 1458–1459
- Johann von Cronberg 1461
- Philipp von Bicken 1464–1465
- Peter von Eltz 1481–1488
- Graf Reinhard von Leiningen-Westerburg 1492–1504
- Dietrich vom Stein 1508
- Meffried von Brambach 1512
- Dietrich vom Stein 1514–1526
- Engelbrecht vom Stein nach 1534
- Thonges von Eltz 1539
- Dietrich und Wilhelm von Staffel 1541
- Thonges von Eltz 1543–1545
- Hans Richard von Eltz 1549–1559
- Philipp von Reifenberg 1559–1580
- Melchior, Sohn zu Eltz 1581–1616
- Carl von Metternich 1616–1621
- Lothar von Metternich 1621–1631
- Ott Heinrich Zant von Merl 1634
- Caspar, Herr von Eltz 1636
- Georg Ludwig von Brambach 1638 (Amtsverwalter 1636–1645)
- Henrich Ernst von der Felß 1646–1658
- Philipp Emmerich Freiherr von Metternich 1659–1665
- Johann Philipp von der Leyen 1666
- Georg Friedrich von Walderdorf 1672
- De Roben 1680
- Johann Philipp von Reiffenberg 1686–1722
- Anselm Friedrich Anton von Reifenberg (Exspektanz 1709) 1718, bzw. 1723–1739

### Oberamtmänner Kurtrier
- Graf Georg Wilhelm von Werthern 1740–1763 (Sitz Ehrenbreitstein: 1749–1763)
- Philipp Karl Anton Freiherr (seit 1767: Graf) von Walderdorff 1765–1776
- Frantz Philipp Freiherr (seit 1767: Graf) von Walderdorff 1765–1777 (Administrator)
- Graf Wenzel von Leiningen-Heidesheim 1777–1792
- von Schütz zu Holzhausen 1799–1800

### Herzogtum Nassau
- 1816–1825: Joseph Siegfried
- 1825–1832: Cäsar Giese
- 1832–1837: Christian Ludwig Wel(c)kenbach
- 1837–1843: Friedrich Kissel
- 1843–1845: Ludolph von Langen
- 1846–1848: Ernst Heinrich Wolf(f)
- 1848–1849: Jakob Isbert
- 1854–1857: Friedrich Rath
- 1857–1873: Ludwig Heinrich Christian Carl Gie(s)se
- 1873–1877: Vakanz
- 1877–1880: David Christian Schütz
- (1880–1884): Axel Friedrich Wilhelm Carl Hellmuth Graf von Schwerin
- (1884): Hugo Max Ferdinand von Auer
- (1884–1886): Albrecht Graf von Carmer